# حية مرجانية
الحية المرجانية (الاسم العلمي Micrurus fulvius) هي نوع من الثعابين التي تنتمي إلى فصيلة
العرابيد السامة المتوطنة في جنوب شرق الولايات المتحدة، وسميت بذلك نظرًا لبريق ألوانها،
وهي ذات الحلقات الصفراء والسوداء والحمراء، وهي مميزة لأمريكا الوسطى والشمالية،
كما أنها أكثر الحيات الأمريكية سمية لكنها ليست اخطرها، ولا يزيد طولها على المتر الواحد.